# Dzieje imperium
Dzieje imperium (ang. The Course of Empire) – cykl pięciu alegorycznych obrazów olejnych Thomasa Cole’a, namalowany w latach 1833–1836:
- Dzieje imperium: okres barbarzyństwa (The Course of Empire: The Savage State),
- Dzieje imperium: okres arkadyjski lub pastoralny (The Course of Empire: The Arcadian or Pastoral State),
- Dzieje imperium: zwieńczenie imperium (The Course of Empire: The Consummation of Empire),
- Dzieje imperium: zniszczenie (The Course of Empire: Destruction),
- Dzieje imperium: wyludnienie (The Course of Empire: Desolation),

przedstawiający historię cywilizacji ludzkiej począwszy od okresu barbarzyństwa poprzez rozkwit aż po upadek i wyludnienie. W 1858 roku nabyty przez New-York Historical Society jako dar The New-York Gallery of the Fine Arts.

## Okoliczności powstania

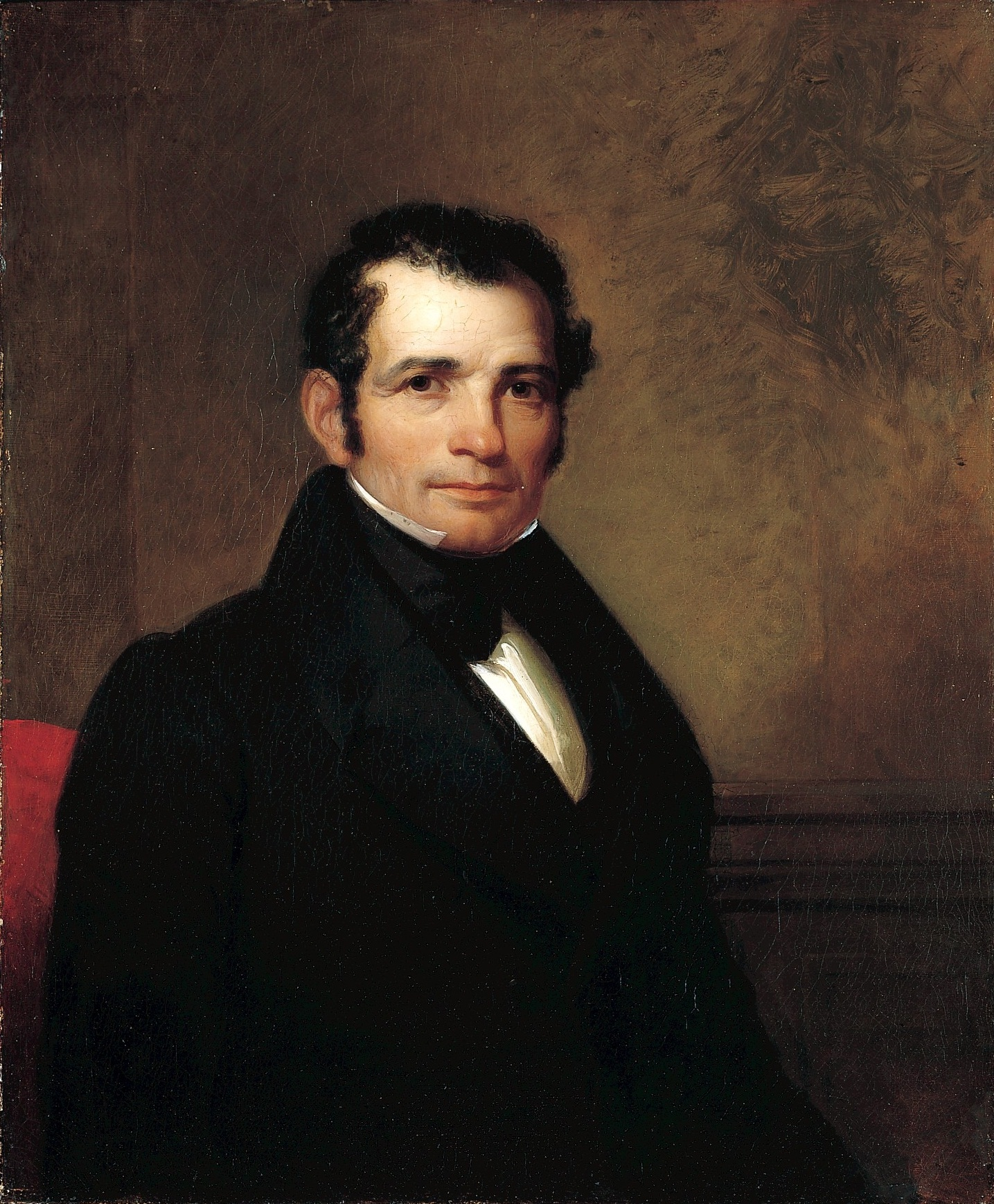
Luman Reed, patron Thomasa Cole’a i zleceniodawca cyklu Dzieje imperium, portret pędzla Ashera Browna Duranda z 1835 roku, obecnie w zbiorach Metropolitan Museum of Art. Po śmierci Reeda jego kolekcja została nabyta przez New-York Gallery of the Fine Arts, która następnie przekazała ją wraz ze swymi zbiorami na rzecz New-York Historical Society

Thomas Cole, pracujący na przemian w Nowym Jorku oraz w Catskills, w dolinie rzeki Hudson, był członkiem ugrupowania romantycznych pisarzy, filozofów i artystów, do którego należeli między innymi: William Cullen Bryant, James Fenimore Cooper, Ralph Waldo Emerson i John Trumbull. Określali oni amerykańską kulturę lat 30. XIX wieku roku i wywarli istotny wpływ na prace Cole’a, w których zaznaczył się również wpływ malarstwa europejskiego. Cole, koncentrujący się w swej twórczości na amerykańskim krajobrazie, przyczynił się do powstania Hudson River School stając się inspiracją i impulsem dla całego pokolenia tworzących ją artystów.
25 listopada 1832 roku Cole przybył do Nowego Jorku, gdzie poznał Lumana Reeda, który zimą zlecił mu namalowanie wielkowymiarowego włoskiego pejzażu. W liście napisanym do zleceniodawcy 18 września 1833 roku Cole stwierdzał, iż wykonał wstępne szkice zaplanowanego cyklu obrazów, a jako temat wybrał zilustrowanie historii naturalistycznymi scenami oraz typową historię człowieka ukazaną w kontekście naturalnych zmian krajobrazu towarzyszących jego rozwojowi, począwszy od etapu barbarzyństwa do cywilizacji, stanu dobrobytu, a następnie stanu destrukcji, ruiny i rozpaczy. Artysta wyjaśniał dalej, że swój motyw zaczerpnął z historii przeszłości, z której wynikało, jak narody rozwijały się od stanu dzikości do stanu potęgi i chwały, a następnie upadały i wymierały. Naturalna sceneria również miała podlegać zmianom; pory dnia i roku, słońce i burza, odpowiednio zastosowane powinny nadać ekspresji każdemu z obrazów zaplanowanego cyklu. Lokalizacja każdego obrazu miała być taka sama i rozpoznawalna poprzez wprowadzenie kilku uderzających detali w każdej scenie, na przykład góry o szczególnym kształcie. To nie jedyne zróżnicowanie, jakie planował twórca. Sceneria miała być skomponowana odpowiednio do stanu rozwoju, inna w stadium barbarzyństwa, a inna w okresie budowy cywilizacji. Powinna zawierać takie elementy jak: morze, zatokę, skały, wodospady i las. Pierwszy obraz, reprezentujący okres barbarzyństwa, powinien być widokiem pustkowia, ukazywać słońce wschodzące nad morzem i nocne chmury kryjące się za górami, zaś postacie mają być odzianymi w skóry barbarzyńcami, zajętymi polowaniem. Obraz ma cechować migające chiaroscuro, a jego scenerię powinien przenikać nastrój ruchu, jakby natura właśnie rodziła się z chaosu. Drugi obraz miał przedstawiać okres pastoralny; słońce będące coraz wyżej na niebie, lekkie chmury ponad górami, sama sceneria zaś miała wyrażać częściowo stan ucywilizowania – prymitywną osadę w pobliżu zatoki, statki w porcie i chłopów wykonujących prace w polu, doglądających swoje stada, lub biorących udział w zabawie. Światłocień miał mieć łagodniejszy charakter niż w poprzedniej scenie. Porą dnia trzeciego obrazu powinno być południe, a treścią – wielkie miasto otaczające zatokę, jego imponujące budowle architektoniczne, mosty, akwedukty, świątynie, port pełen statków i wspaniałe procesje, wszystko połączone razem, aby ukazać pełnię dobrobytu, podkreśloną przez obszerny światłocień. Treścią czwartego obrazu powinna być burza, bitwa i spalenie miasta – walące się wieże, połamane łuki architektoniczne, zniszczone statki w porcie, masy i grupy ludzkie poruszające się niczym wzburzone fale. Nastrój zniszczenia czy stanu okrucieństwa powinno podkreślać agresywne chiaroscuro. Akcja piątego obrazu miała dziać się o zachodzie słońca i przedstawiać stan spustoszenia: rozdarte góry, miasto obrócone w ruinę, kolumny samotnie wznoszące się pośród wdzierających się wód, zrujnowane świątynie, zniszczone mosty, fontanny, grobowce i brak ludzi, jeden samotny ptak, mącący spokój i ciszę; wszystko miało wyglądać jak podzwonne dla odchodzącej wielkości.

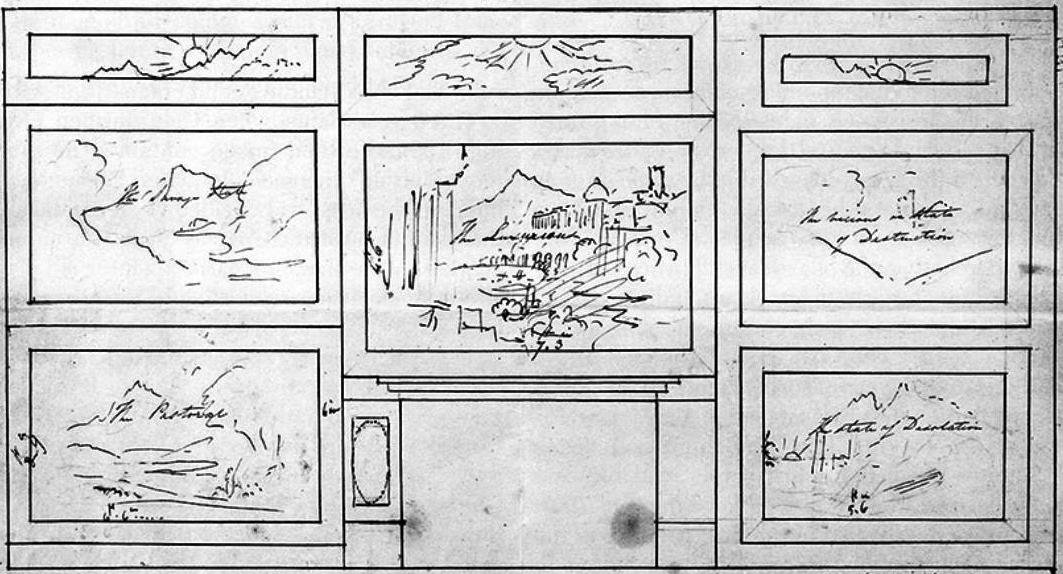
Szkic Thomas Cole, ukazujący jego projekt rozmieszczenia obrazów cyklu Dzieje imperium obok kominka w galerii jego patrona Lumana Reeda, znajdującej się w Nowym Jorku przy 13, Greenwich Street

W dalszej części listu artysta stwierdził, że zadanie, jakie postawił przed sobą, będzie trudne do wykonania, ale zachętą do jego realizacji stanie się aprobata zleceniodawcy. Pięć zaplanowanych obrazów wraz z trzema mniejszymi powyżej nich, a dwoma innymi przy kominku, miało całkowicie wypełnić jedną ze ścian pokoju, natomiast do wypełnienia drugiej ściany potrzebnych będzie osiemnaście lub dwadzieścia obrazów, z których pięć powinno być większych niż „Włoska sceneria”. Artysta przewidywał, że ukończenie wszystkich tych obrazów zabierze mu co najmniej dwa lata pracy lub więcej, zadeklarował jednak gotowość wykorzystania wszystkich środków i włożenia takiego wysiłku, aby praca była satysfakcjonująca dla zleceniodawcy, a zaszczytna dla niego jako twórcy. Jeśli chodzi o kosztorys całego przedsięwzięcia, to zażądał łącznie 5 000 dolarów: 2 500 za dziesięć obrazów zajmujących ścianę wokół kominka i drugie 2 500 – za pozostałą część. Choć Cole miał świadomość, że za zlecenie żądał od Reeda dużej sumy, to jednocześnie zapewnił go, iż musiałby domagać się sumy dwukrotnie większej, gdyby za podstawę rozliczenia przyjął ceny swoich obrazów namalowanych w ostatnim czasie. Luman Reed zaakceptował koncepcję i cenę.
Thomas Cole 28 lipca 1835 roku stwierdził, iż początkowo miał pewien kłopot ze znalezieniem zrozumiałego i jednocześnie odpowiedniego tytułu dla cyklu obrazów, malowanego właśnie dla Lumana Reeda. W końcu przyjął tytuł „Dzieje imperium”. Tytuł cyklu pochodzi ze znanego poematu brytyjskiego filozofa George’a Berkeleya, zatytułowanego “Verses on the Prospect of Planning Arts and Learning in America” (1726), wspominającego o pięciu stadiach cywilizacji i zawierającego ukryte proroctwo, że Ameryka okaże się następnym wielkim imperium.
W październiku 1836 roku cykl został ukończony i wkrótce potem pokazany publicznie za zgodą rodziny Lumana Reeda, który zmarł w czerwcu tego samego roku. Pierwszym znanym recenzentem Dziejów imperium stał się James Fenimore Cooper. 6 stycznia 1849 roku w Otsego Hall w Cooperstown stwierdził, iż od dawna uważał Cole’a za jednego z pierwszych geniuszy XIX wieku, a jego cykl nazwał „wielkim, epickim poematem, w którym idea znacznie góruje nad wykonaniem”, choć do tego ostatniego też nie miał zastrzeżeń.

## Inspiracje

### Inspiracje malarskie

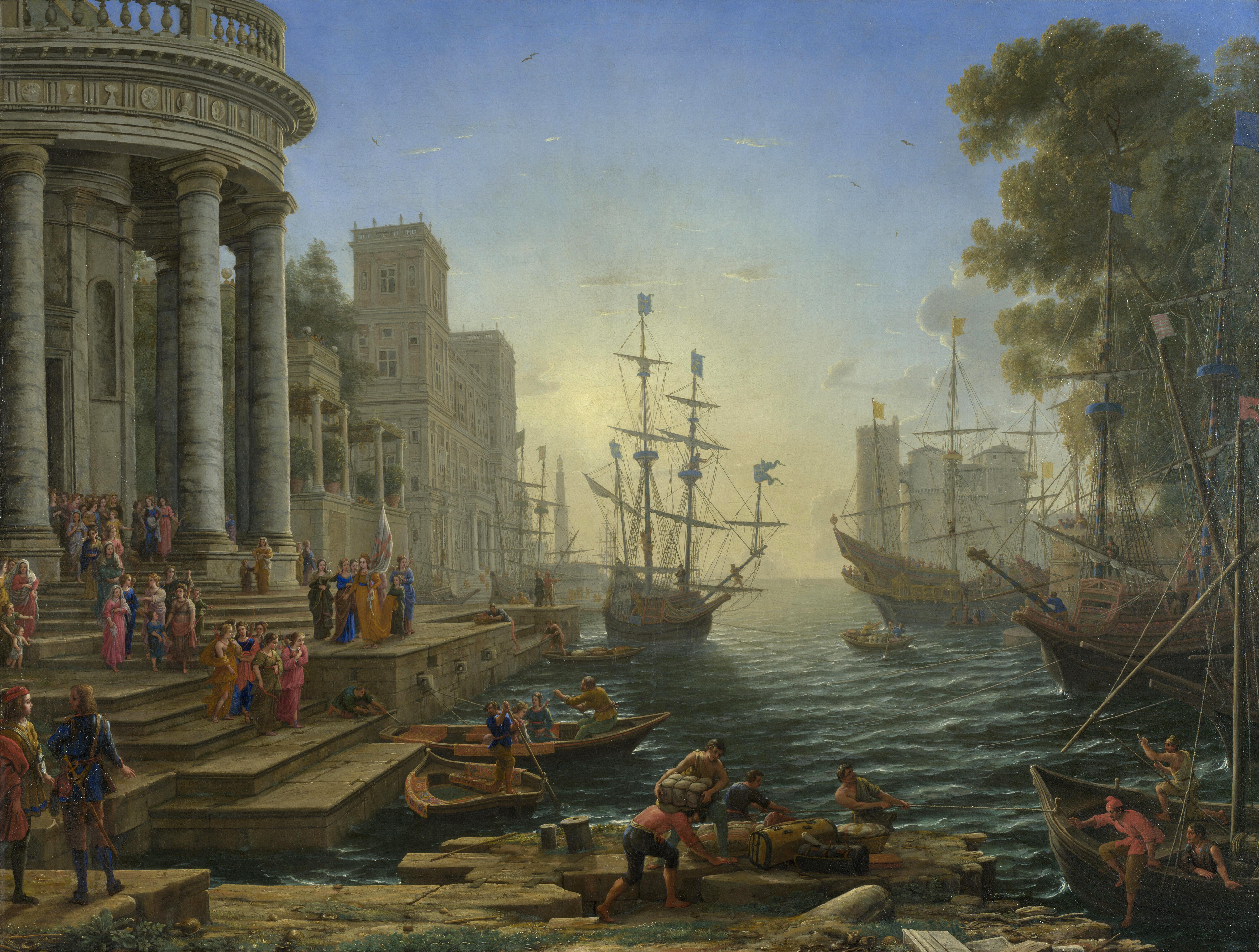
Claude Lorrain, Port morski z zaokrętowaniem św. Urszuli, 1641, National Gallery w Londynie

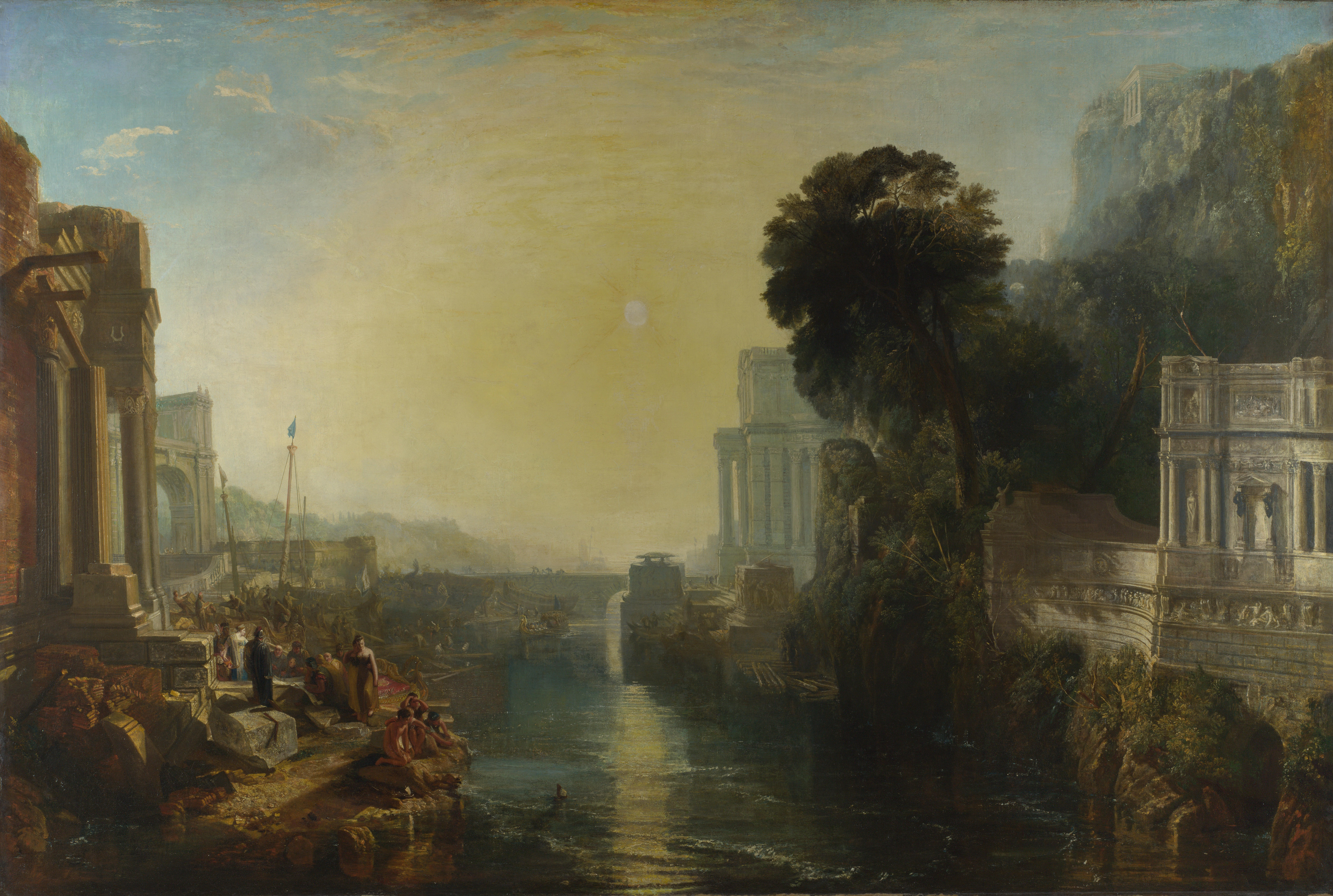
William Turner, Dydona wznosi Kartaginę lub Powstanie imperium kartagińskiego, 1815, National Gallery w Londynie

Chociaż Dzieje imperium zostały namalowane między 1834 i 1836 roku, jego temat był przemyślany znacznie wcześniej, podczas europejskiej podróży Cole’a z lat 1829–1832. Z notatek i szkicowników sporządzonych podczas tej podróży wiadomo, że artysta zapoznał się z dziełami wielu ze współczesnych mu i historycznych artystów europejskich. W Londynie spotkał się z Johnem Constablem i J.M.W. Turnerem, oglądając przy tej okazji ich pejzaże (w tym Turnera Dydona wznosi Kartaginę), które odzwierciedlały filozoficzne ideały malowniczości, wzniosłości i piękna. W Londynie Cole oglądał również dzieła Claude’a Lorraina, XVII-wiecznego francuskiego pejzażysty, znanego z idealnych pejzaży (prawdopodobnie widział jego Port morski z zaokrętowaniem św. Urszuli). Podobnie, będąc przejazdem w Paryżu, znalazł inspirację w obrazach historycznych włoskiego malarza Salvatora Rosy, którego prace widział w Luwrze. To w czasie spędzonym w Europie, powziął wstępny pomysł ukazania historii cywilizacji.
Tu też zobaczył po raz pierwszy ruiny starożytnych cywilizacji, pozostałości z przeszłości, których nie było w Ameryce. Dzieje imperium odzwierciedlają rosnące zainteresowanie historią starożytną wśród amerykańskich elit.

### Inspiracje literackie
Bezpośrednią literacką inspiracją do namalowania cyklu stał się dla artysty poemat Wędrówki Childe Harolda George’a Gordona Byrona:

Z niego też dziejów nauka ciekawa:
Przeszłość się z czasu do czasu powtarza:
Nasamprzód wolność; za nią idzie sława;
Siła obojga bogactw wciąż przysparza;
W ich zbytku męzka dzielność się zatraca,
Nikną publiczne cnoty i domowe,
I przeddziejowe barbarzyństwo wraca.

## Opis
Pięć obrazów stanowiących cykl, powinno być oglądane łącznie w takim układzie, jaki został zaplanowany dla galerii Reeda. Wypowiadając się na temat biologicznej natury historii, Cole przedstawił ewolucję imperium od jego narodzin do upadku; narody podobnie jak jednostki ludzkie mają swój czas życia zawarty pomiędzy narodzinami a śmiercią – najpierw rozwijają się, napędzane wrodzoną silą energii, która jednak potem wyczerpuje się i nadchodzi czas upadku.
Cykl artysta rozpoczął od Okresu barbarzyństwa po którym przyszły: Okres arkadyjski, Zwieńczenie (centralny i najważniejszy obraz), Zniszczenie, a zakończył na Wyludnieniu. W obrazach tych każda scena jest przedstawiona jako skutek oddziaływania czasu, człowieka i natury. Rozpatrując kolejno obrazy widać progresję światła dziennego, od świtu w pierwszym obrazie do południa w obrazie trzecim i do zmierzchu w ostatnim; podobnie następuje przebieg pór roku, od wiosny poprzez lato do jesieni.

### Obraz pierwszy:Dzieje imperium: okres barbarzyństwa
Pierwszy obraz przedstawia imperium, ale nie momencie jego narodzin, tylko już w okresie dzieciństwa. Ukazana sceneria przyrodnicza stanowi podstawę wszystkich pięciu obrazów, choć na każdym z nich przedstawiana jest z innego punktu obserwacyjnego. Posiada ona zespół naturalnych uwarunkowań, niezbędnych do założenia potężnego państwa. W zatoce, stanowiącej wyjście na otwarty ocean, powstał port, który może stać się źródłem siły lub słabości powstającego państwa. Wybrzeże, łagodnie opadające ku zatoce, posiada korzystne ukształtowanie, sprzyjające budowie miasta. Piękna i malownicza okolica ma wszelkie cechy dzikiej przyrody: strumienie, skały, lasy, doliny, wody i góry, rozmieszczone w urzekający sposób. Nad południowym lub prawym brzegiem zatoki wznosi się stromy pagórek, zwieńczony samotną i niezwykłą skałą, będącą charakterystycznym punktem orientacyjnym dla marynarza na morzu, widocznym z całej okolicy. Z tym pustym jeszcze krajobrazem, w którym powstanie młode imperium, związane są pory dnia i roku, odpowiednio poranek – wschód słońca i wiosna – miesiąc maj, oznaczające początek działań nad stworzeniem imperium. Człowiek właśnie rozpoczyna swoje panowanie nad lądem i morzem; na wodzie pływają łódki, z rozproszonych chat wznoszą się smugi dymu, świadczące o wynalezieniu ognia, a prymitywni, odziani w skóry mieszkańcy polują na jelenie lub tańczą wokół ogniska. Ukazany na pierwszym planie myśliwy, ścigający na jelenia, symbolizuje człowieka ujarzmiającego naturę dla własnego przetrwania i osobistych korzyści. W tej walce o przetrwanie przedstawiona została relacja pomiędzy naturą a człowiekiem, gdzie natura jest wyraźnie potężniejszą siłą.

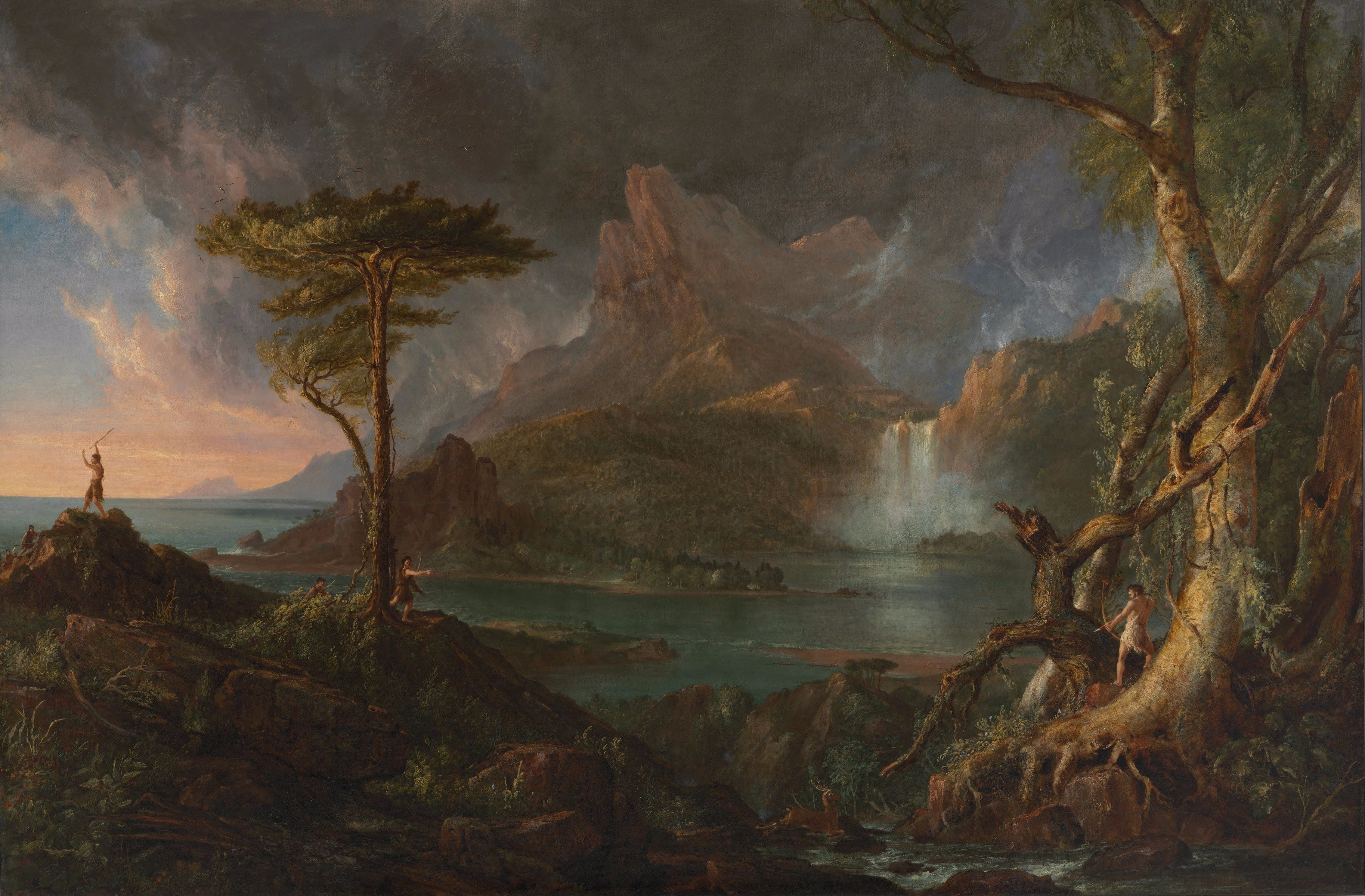
Dzika scena, 1831–1832, Baltimore Museum of Art

Jej elementy w przedstawionym krajobrazie to przesuwające się i kłębiące się chmury oraz wschodzące nad morzem słońce, które prześwitując na niebiosach i oświetlając ziemię, rozprasza unoszącą się mglę oraz usuwa widoczne jeszcze na skalistym, pierwszym planie mroczne pozostałości nocy i burzy. Jego blask zapowiada pomyślny dzień. Nad doliną i stromym wzgórzem, polem i lasem unoszą się wonności maja, a soczysta zieleń stanowi zwiastun bogactwa przyszłości.
Jako podstawę koncepcyjną dla Okresu barbarzyństwa Cole wykorzystał własny obraz Dzika scena z podobnym, górskim szczytem, burzowymi chmurami, prymitywnymi myśliwymi i uciekającym jeleniem. Ale historyk sztuki Ellwood C. Parry zwraca uwagę, że w Studium do Okresu barbarzyństwa Cole przesunął duże drzewo z prawej strony do lewej i zmienił usytuowanie postaci przesuwając je ku centrum obrazu, zgodnie z założeniem kompozycyjnym całego cyklu.

### Obraz drugi:Dzieje imperium: okres arkadyjski lub pastoralny
Drugi obraz przedstawia imperium na etapie młodości. W miarę upływu lat jego dominacja stała się rzeczywistością. Zaczynają być realizowane nadzieje i obietnice, a przepowiednie się spełniają. Chaty tubylców zmieniły się w ruchliwą miejscowość położoną nad zatoką, a ich łódki w statki, mogące żeglować po morzach. Postacie na pierwszym i drugim kładą podwaliny pod rozwój nauki i sztuki, ucząc się matematyki, rysunku i tańca. Na drugim planie z kolei widoczna jest działalność rolnicza, społeczna i budowlana. Odniesieniem do kultu religijnego w przyrodzie jest wyobrażenie prymitywnej świątyni w stylu Stonehenge, ale w formie prostokąta. Z wnętrza budowli unosi się w powietrze dym ofiarny.
Barbarzyńca ucywilizował się, porzucając łowiectwo na rzecz rolnictwa i zapominając o swych prymitywnych, chłopskich rozrywkach, dokonuje postępów w nauce i sztuce, jego przesądy zaś przeobraziły się w wyższą formę religii naturalnej. Czas okiełznał i ułagodził człowieka, a człowiek okiełznał dziką okolicę. Panuje na ziemi, a jego flota na oceanie. Pierwszy obraz ukazywał państwo o wczesnym świcie, który obecnie prezentuje się w całej swej okazałości. Porą roku, w której rozgrywa się akcja, jest lato w ostatnich dniach czerwca. Podobnie jak na poprzednim obrazie i tu również pora roku i pora dnia oraz środowisko naturalne współgrają ze sobą. Krajobraz, oglądany teraz z innego punktu obserwacyjnego, ma łagodniejszy charakter: słońce świeci przyjemnie łagodnie, a ponad górami mienią się obłoki. Panuje idylliczna atmosfera.

### Obraz trzeci:Dzieje imperium: zwieńczenie imperium
Trzeci obraz ukazuje imperium w okresie dojrzałym. Czas, niezbędny do spełnienia wszystkich proroctw z przeszłości dobiegł końca. Świt narodowej wielkości lśni teraz pełnią blasku. Naród osiągnął szczyt swojego rozwoju. Wioska, niegdyś niewielki zbiór chat na wybrzeżu, teraz przeistoczyła się w ogromną stolicę, wypełniającą cały obraz. Rozciąga się ona nad zatoką, fundamenty jej budowli pogrążone są w falach, a ich szczyty wznoszą się do niebios. Aż po linię horyzontu ciągną się kompleksy świątyń, wieńczących szczyty wzgórz, pałace, kolumnady i kopuły. Z lewej zatoki widoczna jest świątynia przypominająca klasyczny grecki Partenon, z kolumnami doryckimi podtrzymującymi belkowanie i rzeźbiony fronton. Od zatoki bezpośrednio do świątyni prowadza schody. W dalszej odległości widoczna jest również kilkukondygnacyjna, okrągła budowla wsparta na kolumnach korynckich i zwieńczona złotą kopułą. Miasto obfituje w rzymskie mosty łukowe, akwedukty i kolumnowe postumenty, w tym posąg Minerwy, bogini mądrości i sztuki z gałązką zwycięstwa w ręku. Unosi się dym z darów ofiarnych składanych w naturze na rusztach i ołtarzach i słupach sygnalizacyjnych. Na pierwszym planie odbywa się triumfalny pochód dla uczczenia zwycięstwa, podziwiany przez wszystkich obywateli, z udziałem władcy jadącego zaprzęgiem ciągniętym przez słonia, przejeżdżającym właśnie pod łukiem triumfalnym. Za władcą maszeruje jego armia oraz jeńcy i łupy. Portem zawładnęła flota wojennych galer i barków z kosztownym ożaglowaniem. Ziemia i fale oceanu noszą piętno dumnych osiągnięć człowieka. Luksus i przepych, charakterystyczne dla próżniaczego stylu życia imperium, są wyraźnie widoczne w grupie postaci na pierwszym planie z prawej strony. Do tej wizji ziemskiej chwały dostroiła się sama natura; akcja przedstawiona na płótnie toczy się w porze dojrzewania, we wrześniu, a spowija ją blask południa. Nie ma jednak już harmonii natury z człowiekiem. Człowiek nie tylko podporządkował sobie naturę, ale też drugiego człowieka. Wiedza ludzka, wytwórczość i cywilizacja znalazły się w szczytowym punkcie, a być może w punkcie krytycznym. Jest bowiem w tej wystawnej inscenizacji cicha zapowiedź pewnych rzeczy, które wkrótce nastąpią, zapowiedź upadku i destrukcji. Imperium, dynamicznie rozwijające się i pędzące naprzód, unoszące siebie i wszystko z sobą nieodparcie ku górze, utraciło już swą świeżość, a osiągnąwszy najwyższy stopień rozwoju, zatrzymało się. Bliska jest chwila gdy Omnipotencja wydzierając mu z rąk jego losy, skaże je na zagładę. Choć dominuje jeszcze nastrój chwały, to jednak wszystko to zapowiada katastrofę, tak jak martwy, świetlisty spokój często zwiastuje mroczną nawałnicę. Artysta dyskretnie przygotował umysł widza do silnych i strasznych kontrastów, jakie będą miały miejsce w okresie upadku imperium.
Niektórzy uczeni przypuszczają, że ubrany w czerwone szaty władca stanowi metaforę prezydenta Andrew Jacksona i sugerują, że Cole zaplanował swój cykl jako przestrogę skierowaną do jego administracji, którą niektórzy uważali za niebezpiecznie autokratyczną. Staranny podpis artysty widnieje na elemencie architektonicznym obok kolumny stojącej przy prawej krawędzi obrazu, w połowie jej wysokości.

### Obraz czwarty:Dzieje imperium: zniszczenie
Zgodnie z zapowiedzią zawartą w obrazie trzecim obraz czwarty ukazuje imperium w trakcie jego upadku, w chwili, kiedy wszystko rozpada się w szalonym pędzie zmierzając do ruiny. Dumna niegdyś stolica, plądrowana jest teraz przez barbarzyńskiego wroga, czerwieniąc się od pożogi i rzezi. Imperium, pogrążone w długim okresie sytości, teraz zniewieściałe, jest niezdolne do stawienia oporu. Jego wrogowie, kierowani ambicją, wychowani w tyranii, prą do zwycięstwa pragnąc zemsty. Pokonani cofają się pod naporem zdobywców. Trwa rozlew krwi. Złota, pokryta klejnotami korona imperium stoi w ogniu, oświetlając scenerię. Zniszczenie, śmierć i umieranie są widoczne wszędzie. Głowa posągu wojownika została zniszczona. Widoczny w prawym dolnym rogu mężczyzna z płonącą pochodnią opuszcza plac boju. Dopełnieniem strasznej tragedii jest natura, jawiąca się tu jako straszliwy aktor. Chmury i dym pożarów, zmieszane razem przyciemniają niebo. Uderzenia fal i płomienie ognia niszczą zatłoczony port. Dzikie światło migocze w rozległym mroku, rzucając ponure cienie. Wszystkie żywioły drżą i pędzą falując i przetaczając się, grzmią w otchłani dzikiej destrukcji. Nastroju tego smutnego dnia dopełniają harmonijnie pora dnia – popołudnie i pora roku – jesień.

### Obraz piąty:Dzieje imperium: wyludnienie
Spokojny, jesienny wieczór spowija leżące w gruzach imperium. Dominuje nastrój uroczystego zmierzchu, bezruchu jesiennego listowia i ruchu spokojnych fal wdzierającej się wody. Na rozpadającej się kolumnie widnieje samotna czapla i jej gniazdo. Człowieka już nie ma, ale natura przetrwała pochłaniając teraz ruiny jego cywilizacji. Promienie księżyca, wschodzącego teraz nad nieruchomym oceanem i ostatnie przebłyski dnia oświetlają sarkofag imperium.
W pierwszych trzech obrazach głównym motywem jest naród, wchodzący na scenę ze słowami: „Patrz! Przychodzę! (w pierwszym), „Idę naprzód” (w drugim) i, przy dźwięku fanfar, „Oto Imperium! Oto, czego dokonałem!” (w trzecim). Jednak w czwartym i piątym obrazie to mściwa Opatrzność zajmuje scenę mówiąc: „Oto idę!”, a potem – szeptem – w ostatnim obrazie: „Wykonało się!”.